# Lloyd Ingraham
Lloyd Ingraham (Rochelle, 30 novembre 1874 – Woodland Hills, 4 aprile 1956) è stato un attore, regista e sceneggiatore statunitense.
Molto prolifico, ebbe nel cinema una lunga carriera: vi lavorò fino al 1950 avendo debuttato come attore nel 1912.

## Biografia
Nato nel 1874 nell'Illinois, Lloyd Ingraham si avvicinò al cinema nel 1912, quando girò come attore il primo di una lunghissima serie di film che conta - solo con le sue interpretazioni - ben 301 titoli. Esordì in On the Border Line

## Filmografia
Di seguito sono elencati i film girati da Lloyd Ingraham. Secondo la filmografia IMDb, Ingraham ha girato 301 come attore (protagonista, comprimario, figurante, comparsa), 102 come regista, 3 come sceneggiatore e 1 come aiuto regista (di David W. Griffith). Appare anche in quattro filmati d'archivio.

### Attore
- On the Border Line, regia di Harry A. Pollard – cortometraggio (1912)
- Betty's Bandit, regia di Henry Otto – cortometraggio (1912)
- Broncho Billy's Capture, regia di Gilbert M. 'Broncho Billy' Anderson – cortometraggio (1913)
- Broncho Billy's Strategy, regia di Gilbert M. 'Broncho Billy' Anderson – cortometraggio (1913)
- Broncho Billy and the Western Girls, regia di Gilbert M. 'Broncho Billy' Anderson – cortometraggio (1913)
- A Western Sister's Devotion, regia di Gilbert M. 'Broncho Billy' Anderson – cortometraggio (1913)
- Broncho Billy Reforms, regia di Gilbert M. 'Broncho Billy' Anderson – cortometraggio (1913)
- The Broken Parole, regia di Lloyd Ingraham – cortometraggio (1913)
- Why Broncho Billy Left Bear Country, regia di Gilbert M. 'Broncho Billy' Anderson – cortometraggio (1913)
- Broncho Billy's Elopement, regia di Gilbert M. 'Broncho Billy' Anderson – cortometraggio (1913)
- The Three Gamblers, regia di Gilbert M. 'Broncho Billy' Anderson – cortometraggio (1913)
- Snakeville's New Doctor, regia di Gilbert M. 'Broncho Billy' Anderson – cortometraggio (1914)
- Broncho Billy, Guardian, regia di Gilbert M. 'Broncho Billy' Anderson – cortometraggio (1914)
- The Honeymooners, regia di Harry Solter – cortometraggio (1914)
- Swede Larson, regia di Robert Z. Leonard – cortometraggio (1914)
- The Awakening, regia di Otis Turner – cortometraggio (1914)
- A Law Unto Himself, regia di Robert Z. Leonard – cortometraggio (1914)
- Be Neutral, regia di Francis Ford (1914)
- The Padrone's Ward, regia di Lloyd Ingraham (1914)
- Love and Water (1914)
- The Spanish Jade, regia di Wilfred Lucas (1915)
- For the Honor of Bettina – cortometraggio (1915)
- Intolerance: Love's Struggle Throughout the Ages, regia di D.W. Griffith (1916)
- The Mother and the Law, regia di D.W. Griffith (1919)
- A Front Page Story, regia di Jess Robbins (1922)
- Scaramouche, regia di Rex Ingram (1923)
- The Galloping Fish, regia di Del Andrews (1924)
- The Chorus Lady, regia di Ralph Ince (1924)
- La valle delle rose (Rainbow Man), regia di Fred C. Newmeyer (1929)
- Mister Antonio, regia di James Flood e Frank Reicher (1929)
- So Long Letty, regia di Lloyd Bacon (1929)
- The Talkies, regia di Stephen Roberts (1929)
- La più bella vittoria (Night Parade), regia di Malcolm St. Clair (1929)
- Don't Get Excited, regia di Charles Lamont (1929)
- L'indomabile (Untamed), regia di Jack Conway (1929)
- Wide Open, regia di Archie Mayo (1930)
- Notte di peccato (A Lady to Love), regia di Victor Sjöström (1930)
- Un marito fuori posto (Montana Moon), regia di Malcolm St. Clair (1930)
- Nomadi del canto (Mammy), regia di Michael Curtiz (1930)
- L'ultimo eroe (The Last of the Duanes), regia di Alfred L. Werker (1930)
- The Spoilers, regia di Edwin Carewe (1930)
- Birichina del gran mondo (The Naughty Flirt), regia di Edward F. Cline (1931)
- The Great Meadow, regia di Charles Brabin (1931)
- La voce del sangue (Never the Twain Shall Meet), regia di W. S. Van Dyke (1931)
- La dama e l'avventuriero (The Lady Who Dared), regia di William Beaudine (1931)
- Il fantasma di Parigi (The Phantom of Paris), regia di John S. Robertson (1931)
- Fast and Furious, regia di Charles Lamont (1931)
- La sposa nella tempesta (A House Divided), regia di William Wyler (1931)
- Hollywood, ciudad de ensueno, regia di George Crone (1931)
- Get That Girl, regia di George Crone (1932)
- Lo sceriffo (Texas Gun Fighter), regia di Phil Rosen (1932)
- Sinister Hands, regia di Armand Schaefer (1932)
- Giuro di dire la verità (State's Attorney), regia di George Archainbaud (1932)
- Beauty Parlor, regia di Richard Thorpe (1932)
- The Widow in Scarlet, regia di George B. Seitz (1932)
- Cornered, regia di B. Reeves Eason (1932)
- Thirteen Women, regia di Thirteen Women (1932)
- The Crusader, regia di Frank R. Strayer (1932)
- Slightly Married, regia di Richard Thorpe (1932)
- Madison Sq. Garden, regia di Harry Joe Brown (1932)
- Midnight Warning, regia di Spencer Gordon Bennet (1932)
- Officer Thirteen, regia di George Melford (1932)
- Drum Taps, regia di J.P. McGowan (1933)
- Revenge at Monte Carlo, regia di B. Reeves Eason (1933)
- Blondie Johnson, regia di Ray Enright e, non accreditato, Lucien Hubbard (1933)
- Silent Men, regia di D. Ross Lederman (1933)
- The World Gone Mad, regia di Christy Cabanne (1933)
- Risveglio di un popolo (Song of the Eagle), regia di Ralph Murphy (1933)
- I Love That Man, regia di Harry Joe Brown (1933)
- Mary Stevens, M.D., regia di Lloyd Bacon (1933)
- La gloria del mattino (Morning Glory), regia di Lowell Sherman (1933)
- One Man's Journey, regia di John S. Robertson (1933)
- Merrily Yours, regia di Charles Lamont (1933)
- Git Along Little Wifie, regia di Charles Lamont (1933)
- Pescatori di spugne (Sixteen Fathoms Deep), regia di Armand Schaefer (1934)
- Beggars in Ermine, regia di Phil Rosen (1934)
- Il fantasma d'oro (The Gold Ghost), regia di Buster Keaton e Charles Lamont (1934)
- The Lost Jungle, regia di David Howard e Armand Schaefer (1934)
- Edizione straordinaria ( "I'll Tell the World" ), regia di Edward Sedgwick (1934)
- Fighting to Live, regia di Edward F. Cline (1934)
- In Love with Life, regia di Frank R. Strayer (1934)
- The Lost Jungle, regia di David Howard e Armand Schaefer (1934)
- Nostro pane quotidiano (Our Daily Bread), regia di King Vidor (1934)
- Contented Calves, regia di Sam White (1934)
- Piccoli uomini (Peck's Bad Boy), regia di Edward F. Cline (1934)
- Il mistero della rocca rossa (The Dude Ranger), regia di Edward F. Cline (1934)
- The Curtain Falls, regia di Charles Lamont (1934)
- The World Accuses, regia di Charles Lamont (1934)
- Sons of Steel, regia di Charles Lamont (1934)
- Sing Sing Nights, regia di Lewis D. Collins (1934)
- Northern Frontier, regia di Sam Newfield (1935)
- Ritornerà primavera (One More Spring), regia di Henry King (1935)
- The Perfect Clue, regia di Robert G. Vignola (1935)
- Rainbow Valley, regia di Robert N. Bradbury (1935)
- Circumstantial Evidence, regia di Charles Lamont (1935)
- On Probation, regia di Charles Hutchison (1935)
- La corriera del West (The Cowboy Millionaire), regia di Edward F. Cline (1935)
- The Ghost Rider, regia di Jack Jevne (1935)
- Social Error, regia di Harry L. Fraser (1935)
- Gun Smoke, regia di Bartlett A. Carre (1935)
- The Hoosier Schoolmaster, regia di Lewis D. Collins (1935)
- La donna dello scandalo (The Headline Woman), regia di William Nigh (1935)
- La rosa del sud (So Red the Rose), regia di King Vidor (1935)
- Branded a Coward, regia di Sam Newfield (1935)
- Sundown Saunders, regia di Robert N. Bradbury (1935)
- Verso il West! (Westward Ho), regia di Robert N. Bradbury (1935)
- Il demone della montagna (Thunder Mountain), regia di David Howard (1935)
- The Rider of the Law, regia di Robert N. Bradbury (1935)
- Between Men, regia di Robert N. Bradbury (1935)
- Ship Cafe, regia di Robert Florey (1935)
- Timber War, regia di Sam Newfield (1935)
- Never Too Late, regia di Bernard B. Ray (1935)
- Trigger Tom, regia di Harry S. Webb (1935)
- Trail of Terror, regia di Robert N. Bradbury (1935)
- Frontier Justice (1936)
- Roarin' Guns, regia di Sam Newfield (1936)
- Tempi moderni (Modern Times), regia di Charles Chaplin (1936)
- La via lattea (The Milky Way), regia di Leo McCarey (1936)
- La banda dei razziatori (The Lawless Nineties) (1936)
- The Bridge of Sighs, regia di Phil Rosen (1936)
- L'ebbrezza dell'oro (Sutter's Gold) (1936)
- Red River Valley, regia di B. Reeves Eason (1936)
- Love on a Bet, regia di Leigh Jason (1936)
- Captain Calamity, regia di John Reinhardt (1936)
- Rogue of the Range, regia di S. Roy Luby (1936)
- Burning Gold, regia di Sam Newfield (1936)
- Il sentiero solitario (The Lonely Trail), regia di Joseph Kane (1936)
- Hearts in Bondage, regia di Lew Ayres (1936)
- Too Much Beef, regia di Robert F. Hill (1936)
- Everyman's Law, regia di Albert Ray (1936)
- Go-Get-'Em, Haines, regia di Sam Newfield (1936)
- Pattuglia di frontiera (The Border Patrolman) (1936)
- Una diligenza per l'Ovest o Sulle orme del vento (Winds of the Wasteland) (1936)
- La forza dell'amore (The Bride Walks Out), regia di Leigh Jason (1936)
- Prison Shadows, regia di Robert F. Hill (1936)
- Ghost Patrol, regia di Sam Newfield (1936)
- The Vigilantes Are Coming. regia di Ray Taylor e Mack V. Wright (1936)
- Missing Girls, regia di Phil Rosen (1936)
- Under Cover Man, regia di Albert Ray (1936)
- Racing Blood, regia di Victor Halperin (1936)
- Conflict, regia di David Howard (1936)
- Ten Laps to Go, regia di Elmer Clifton (1936)
- Empty Saddles, regia di Lesley Selander (1936)
- Stormy Trails, regia di Sam Newfield (1936)
- Race Suicide (1937)
- Battle of Greed, regia di Howard Higgin (1937)
- The Gambling Terror, regia di Sam Newfield (1937)
- Park Avenue Logger, regia di David Howard (1937)
- Lightnin' Crandall, regia di Sam Newfield (1937)
- Oh, Doctor, regia di Ray McCarey (1937)
- Capitani coraggiosi (Captains Courageous) di Victor Fleming (1937)
- Gun Lords of Stirrup Basin, regia di Sam Newfield (1937)
- Riders of the Dawn, regia di Robert N. Bradbury (1937)
- The Big Shot, regia di Edward Killy (1937)
- Blonde Trouble, regia di George Archainbaud (1937)
- Tramp Trouble, regia di Leslie Goodwins – cortometraggio (1937)
- Stars Over Arizona, regia di Robert N. Bradbury (1937)
- Roll Along, Cowboy, regia di Gus Meins (1937)
- Rhythm Wranglers, regia di Charles E. Roberts – cortometraggio (1937)
- The Feud Maker, regia di Sam Newfield (1938)
- A Buckaroo Broadcast, regia di Jean Yarbrough – cortometraggio (1938)
- Una donna vivace (Vivacious Lady), regia di George Stevens (1938)
- Gun Law, regia di David Howard (1938)
- Songs and Saddles, regia di Harry L. Fraser (1938)
- The Singing Cowgirl, regia di Samuel Diege (1938)
- Riformatorio (Reformatory), regia di Lewis D. Collins (1938)
- Prison Break, regia di Arthur Lubin (1938)
- Eroe per forza (The Gladiator) (1938)
- Painted Desert, regia di David Howard (1938)
- Man from Music Mountain, regia di Joseph Kane (1938)
- Billy the Kid Returns, regia di Joseph Kane (1938)
- A Western Welcome, regia di Leslie Goodwins (1938)
- Non uccidere (Crime Takes a Holiday) (1938)
- L'amore bussa tre volte (There Goes My Heart) (1938)
- A Man to Remember, regia di Garson Kanin (1938)
- La radio nella tempesta (The Storm) (1938)
- Gun Packer, regia di Wallace Fox (1938)
- Swing, Sister, Swing, regia di Joseph Santley (1938)
- Prairie Papas, regia di Jack Townley – cortometraggio (1938)
- Shine On, Harvest Moon, regia di Joe Kann (1938)
- Dog-Gone (1939)
- Water Rustlers, regia di Samuel Diege (1939)
- You Can't Cheat an Honest Man, regia di George Marshall e Edward F. Cline (1939)
- I Was a Convict, regia di Aubrey Scotto (1939)
- Home Boner, regia di Harry D'Arcy – cortometraggio (1939)
- Un grande amore (Love Affair), regia di Leo McCarey (1939)
- Trouble in Sundown, regia di David Howard (1939)
- The Flying Irishman, regia di Leigh Jason (1939)
- Un angolo di cielo (East Side of Heaven), regia di David Butler (1939)
- Code of the Streets, regia di Harold Young (1939)
- Street of Missing Men, regia di Sidney Salkow (1939)
- The Zero Hour, regia di Sidney Salkow (1939)
- S.O.S. Tidal Wave, regia di John H. Auer (1939)
- Sono colpevole (I Stole a Million) (1939)
- Non puoi impedirmi d'amare (In Name Only) (1939)
- In corsa contro il tempo o L'agente K-7 (Dick Tracy's G-Men) (1939)
- The Day the Bookies Wept, regia di Leslie Goodwins (1939)
- Oklahoma Frontier, regia di Ford Beebe (1939)
- Mr. Smith va a Washington (Mr. Smith Goes to Washington), regia di Frank Capra (1939)
- I ruggenti anni Venti (The Roaring Twenties), regia di Raoul Walsh (1939)
- Truth Aches, regia di Charles E. Roberts – cortometraggio (1939)
- The Marshal of Mesa City, regia di David Howard (1939)
- Partita d'azzardo (Destry Rides Again), regia di George Marshall (1939)
- Reno, regia di John Farrow (1939)
- The Shadow, regia di James W. Horne (1940)
- Legion of the Lawless, regia di David Howard (1940)
- My Little Chickadee, regia di Edward F. Cline (1940)
- L'isola del destino (Isle of Destiny), regia di Elmer Clifton (1940)
- Forgotten Girls, regia di Phil Rosen (1940)
- La belva umana (Dark Command), regia di Raoul Walsh (1940)
- Enemy Agent, regia di Lew Landers (1940)
- Giuramento di sangue (20 Mule Team), regia di Richard Thorpe (1940)
- Bad Man from Red Butte, regia di Ray Taylor (1940)
- Prairie Law, regia di David Howard (1940)
- Adventures of Red Ryder, regia di John English e William Witney (1940)
- Son of Roaring Dan, regia di Ford Beebe (1940)
- The Ranger and the Lady, regia di Joseph Kane (1940)
- Il ponte dell'amore (Lucky Partners), regia di Lewis Milestone (1940)
- La vendetta dei Dalton (When the Daltons Rode), regia di George Marshall (1940)
- Colorado, regia di Joseph Kane (1940)
- Triple Justice, regia di David Howard (1940)
- Wagon Train, regia di Edward Killy (1940)
- Dulcy, regia di S. Sylvan Simon (1940)
- The Green Archer, regia di James W. Horne (1940)
- Eldorado (Melody Ranch), regia di Joseph Santley (1940)
- I due avventurieri (Little Men), regia di Norman Z. McLeod (1940)
- Pony Post, regia di Ray Taylor (1940)
- La valle dei forti (Trail of the Vigilantes), regia di Allan Dwan (1940)
- Pride of the Bowery, regia di Joseph H. Lewis (1940)
- Souls in Pawn, regia di Melville Shyer (come John Melville) (1940)
- Prairie Spooners, regia di Harry D'Arcy – cortometraggio (1941)
- Marinai allegri (A Girl, a Guy, and a Gob), regia di Richard Wallace (1941)
- La città delle donne rapite (City of Missing Girls), regia di Elmer Clifton (1941)
- Redskins and Redheads, regia di Harry D'Arcy (1941)
- Robbers of the Range, regia di Edward Killy (1941)
- Lo spettro invisibile (Invisible Ghost), regia di Joseph H. Lewis (1941)
- La colpa di Rita Adams (Paper Bullets), regia di Philip Rosen (1941)
- Cyclone on Horseback, regia di Edward Killy (1941)
- The Musical Bandit, regia di Charles E. Roberts – cortometraggio (1941)
- The Iron Claw, regia di James W. Horne (1941)
- Bad Man of Deadwood, regia di Joseph Kane (1941)
- Outlaws of Cherokee Trail, regia di Lester Orlebeck (1941)
- Unexpected Uncle, regia di Peter Godfrey (1941)
- Jesse James at Bay, regia di Joseph Kane (1941)
- Dude Cowboy, regia di David Howard (1941)
- Today I Hang, regia di Oliver Drake e George M. Merrick (1942)
- La valle degli uomini rossi (Valley of the Sun), regia di George Marshall (1942)
- Stagecoach Buckaroo, regia di Ray Taylor (1942)
- I cacciatori dell'oro (The Spoilers), regia di Ray Enright (1942)
- The Phantom Plainsmen, regia di John English (1942)
- Thundering Hoofs, regia di Lesley Selander (1942)
- Timber!, regia di Christy Cabanne (1942)
- The Silver Bullet, regia di Joseph H. Lewis (1942)
- Mexican Spitfire's Elephant, regia di Leslie Goodwins (1942)
- Bandit Ranger, regia di Lesley Selander (1942)
- Highways by Night, regia di Peter Godfrey (1942)
- Strictly in the Groove, regia di Vernon Keays (1942)
- Red River Robin Hood, regia di Lesley Selander (1942)
- The Boss of Big Town, regia di Arthur Dreifuss (1942)
- Tennessee Johnson, regia di William Dieterle (1942)
- Murder in Times Square, regia di Lew Landers (1943)
- Questa terra è mia (This Land Is Mine), regia di Jean Renoir (1943)
- 19º stormo bombardieri (Bombardier), regia di Richard Wallace e Lambert Hillyer (non accreditato)
- The Avenging Rider, regia di Sam Nelson (1943)
- Sarong Girl, regia di Arthur Dreifuss (1943)
- La dama e l'avventuriero (Mr. Lucky), regia di H.C. Potter (1943)
- Petticoat Larceny, regia di Ben Holmes (1943)
- Sacrificio supremo (First Comes Courage), regia di Dorothy Arzner (1943)
- La settima vittima (The Seventh Victim), regia di Mark Robson (1943)
- So This Is Washington, regia di Ray McCarey (1943)
- Blazing Guns, regia di Robert Emmett Tansey (1943)
- Mystery of the 13th Guest, regia di William Beaudine (1943)
- Love Your Landlord, regia di Charles E. Roberts – cortometraggio (1944)
- The Man Who Walked Alone, regia di Christy Cabanne (1945)
- Il naufrago (The Cheaters), regia di Joseph Kane (1945)
- The Caravan Trail, regia di Robert Emmett (1946)
- Prigionieri del destino (Time Out of Mind) (1947)
- La vergine di Tripoli (Slave Girl) (1947)
- West of Sonora, regia di Ray Nazarro (1948)
- Solo contro il mondo (The Doolins of Oklahoma), regia di Gordon Douglas (1949)
- L'orda selvaggia (The Savage Horde), regia di Joseph Kane (1950)

### Regista
- The Dance at Eagle Pass – cortometraggio (1913)
- The Edge of Things – cortometraggio (1913)
- The Sheriff of Cochise – cortometraggio (1913)
- The Episode at Cloudy Canyon – cortometraggio (1913)
- Bonnie of the Hills – cortometraggio (1913)
- The Broken Parole – cortometraggio (1913)
- The Belle of Siskiyou – cortometraggio (1913)
- Love and the Law – cortometraggio (1913)
- A Borrowed Identity – cortometraggio (1913)
- The Kid Sheriff – cortometraggio (1913)
- Greed for Gold – cortometraggio (1913)
- The Rustler's Step-Daughter – cortometraggio (1913)
- The Cowboy Samaritan – cortometraggio (1913)
- The Naming of the Rawhide Queen – cortometraggio (1913)
- A Romance of the Hills – cortometraggio (1913)
- The Trail of the Snake Band – cortometraggio (1913)
- Through Trackless Sands – cortometraggio  (1914)
- The Hills of Peace – cortometraggio  (1914)
- The Story of the Old Gun – cortometraggio  (1914)
- A Night on the Road – cortometraggio (1914)
- What Came to Bar Q – cortometraggio (1914)
- A Gambler's Way – cortometraggio (1914)
- The Weaker's Strength – cortometraggio (1914)
- The Arm of Vengeance – cortometraggio (1914)
- The Conquest of Man – cortometraggio (1914)
- The Warning (1914)
- Single Handed (1914)
- The Atonement (1914)
- Aurora of the North (1914)
- The Fox (1914)
- The Barnstormers – cortometraggio (1914)
- This Is the Life – cortometraggio (1914)
- The Padrone's Ward (1914)
- The Heart of a Magdalene – cortometraggio (1914)
- The Emerald Brooch (1915)
- The Grim Messenger (1915)
- Courage (1915)
- The House of Bentley (1915)
- The Hired Girl (1915)
- At the Postern Gate (1915)
- The Fox Woman (1915)
- The Sable Lorcha (1915)
- The Missing Links (1916)
- Hoodoo Ann (1916)
- A Child of the Paris Streets (1916)
- Casey at the Bat (1916)
- Stranded (1916)
- Il tentacolo (The Little Liar) (1916)
- Nel mondo dei miliardi (American Aristocracy) (1916)
- Vittime del divorzio (The Children Pay) (1916)
- Nina, the Flower Girl (1917)
- An Old Fashioned Young Man (1917)
- Charity Castle (1917)
- Her Country's Call (1917)
- Peggy Leads the Way (1917)
- Miss Jackie of the Army (1917)
- Molly Go Get 'Em (1918)
- Jilted Janet (1918)
- Ann's Finish  (1918)
- The Primitive Woman (1918)
- The Square Deal (1918)
- Impossible Susan (1918)
- The Eyes of Julia Deep (1918)
- Rosemary Climbs the Heights  (1918)
- Wives and Other Wives (1918)
- The Amazing Impostor (1919)
- The Intrusion of Isabel (1919)
- Man's Desire (1919)
- The House of Intrigue (1919)
- What's Your Husband Doing? (1920)
- Mary's Ankle (1920)
- Let's Be Fashionable (1920)
- The Jailbird (1920)
- Twin Beds (1920)
- Old Dad (1920)
- The Girl in the Taxi (1921)
- Keeping Up with Lizzie (1921)
- Eva di seconda mano (Lavender and Old Lace) (1921)
- My Lady Friends (1921)
- Marry the Poor Girl (1921)
- At the Sign of the Jack O'Lantern (1922)
- Eva di seconda mano (Second Hand Rose) (1922)
- The Veiled Woman (1922)
- The Danger Point (1922)
- Il signore delle nuvole (Going Up) (1923)
- No More Women (1924)
- Miss America (The Beauty Prize) (1924)
- The Lightning Rider (1924)
- The Wise Virgin (1924)
- Biff Bang Buddy (1924)
- Soft Shoes (1925)
- Midnight Molly (1925)
- Hearts and Fists (1926)
- The Nutcracker (1926)
- Oh, What a Night! (1926)
- Don Mike (1927)
- Matrimonio al galoppo (Silver Comes Through) (1927)
- Arizona Nights (1927)
- Insorto (Jesse James) (1927)
- Pioneer Scout (1928)
- The Sunset Legion (1928)
- Kit Carson co-regia Alfred L. Werker (1928)
- Take the Heir (1930)